# Колодкины
Колодкины — деревня в Слободском районе Кировской области в составе Шестаковского сельского поселения.

## География
Находится на расстоянии примерно 12 км по прямой на север от районного центра города Слободской.

## История
Известна с 1678 года, когда здесь (тогда деревня Бердино) учтено было 4 двора. В 1764 году в деревне отмечен был 31 житель. В 1873 году в деревне (Бердинская или Колоткины) учтено дворов 16 и жителей 110, в 1905 24 и 149, в 1926 33 и 141, в 1950 32 и 134, в 1989 оставалось 19 жителей.

## Население
Постоянное население  составляло 9 человек (русские 100%) в 2002 году, 10 в 2010.